# Кокре
Кокре (на македонска литературна норма: Кокре) е село в южната част на Северна Македония, община Прилеп.

## География
Селото е разположено в пазвите на Дрен планина, в северния край на областта Мариово, южно от общинския център Прилеп. Разположено е на надморска височина от 720 метра. Землището му е 21,6 km2. Преобладават пасищата с 1345 ха, обработваемите земи са 496 ха, а горите 115 ха.

## История

### В Османската империя
| Османски статистики        | Ханета | Неженени | Вдовици | Годишен приход |
| -------------------------- | ------ | -------- | ------- | -------------- |
| Дефтер № 4 от 1476/77 г.   | 9      | 1        |         | 690            |
| Дефтер № 16 от 1481/82 г.  | 15     |          |         | 917            |
| Дефтер № 73 от 1519 г.     | 63     | 2        |         | 3002           |
| Дефтер № 149 от 1528/29 г. | 36     | 11       | 2       | 4539           |
| Дефтер № 232 от 1544/45 г. | 34     | 5        |         | 2138           |

В обобщен списък на джизието на немюсюлманите от селата от вакъфите на починалия султан Сюлейман в казата Пирлепе от 9 ноември 1615 година Кокре е записано като село с 11 ханета (домакинства). В списък (иджмал дефтер) на селищата от вакъфа на султан Сюлейман в Морихова от 14 февруари 1628 година в Кокре са отбелязани 6 ханета.
В XIX век Кокре е изцяло българско село в Прилепска кааза, Мориховска нахия на Османската империя. В „Етнография на вилаетите Адрианопол, Монастир и Салоника“, издадена в Константинопол в 1878 година и отразяваща статистиката на населението от 1873 година, Кокре (Kokré) е посочено като село с 46 домакинства и 223 жители българи.
Според статистиката на Васил Кънчов („Македония. Етнография и статистика“) от 1900 година Кокре има 466 жители, всички българи християни.
На Етнографската карта на Битолския вилает на Картографския институт в София от 1901 година Кокре е чисто българско село в Прилепската каза на Битолския санджак със 74 къщи.
В началото на XX век българското население на селото е под върховенството на Българската екзархия. По данни на секретаря на екзархията Димитър Мишев („La Macédoine et sa Population Chrétienne“) през 1905 година в Кокре има 400 българи екзархисти. Към 1906-1907 година енорийски свещеник в Кокре, Пещани и Кален е Петър Поптрайков.
Според Георги Трайчев Кокре има 56 къщи с 446 жители българи.
При избухването на Балканската война 1 човек от Кокре е доброволец в Македоно-одринското опълчение.
В Първата световна война 6 души от селото загиват като войнци в Българската армия.

### Преброявания в Югославия и Северна Македония[1]
| Националност     | 1948 | 1953 | 1961 | 1971 | 1981 | 1991 | 1994 | 2002 |
| ---------------- | ---- | ---- | ---- | ---- | ---- | ---- | ---- | ---- |
| Общо             | 195  | 240  | 266  | 206  | 53   | 19   | 16   | 7    |
| северномакедонци |      | 240  | 266  | 206  | 53   | 19   | 16   | 7    |
| албанци          |      | 0    | 0    | 0    | 0    | 0    | 0    | 0    |
| турци            |      | 0    | 0    | 0    | 0    | 0    | 0    | 0    |
| роми             |      | 0    | 0    | 0    | 0    | 0    | 0    | 0    |
| власи            |      | 0    | 0    | 0    | 0    | 0    | 0    | 0    |
| сърби            |      | 0    | 0    | 0    | 0    | 0    | 0    | 0    |
| бошняци          |      | 0    | 0    | 0    | 0    | 0    | 0    | 0    |
| други            |      | 0    | 0    | 0    | 0    | 0    | 0    | 0    |

## Личности
Родени в Кокре
- Вълкан Милев (1900 – 6 август 1925), български революционер, деец на ВМРО, загинал в сражението при Драчевица[12]
- Катерина Димеска (р. 1963), северномакедонски политик, депутат от ВМРО-ДПМНЕ
- Костадин Трайков Богданов, македоно-одрински опълченец, 1 рота на 2 скопска дружина[13]